# Gunjarga, Bhalki
Gunjarga là một làng thuộc tehsil Bhalki, huyện Bidar, bang Karnataka, Ấn Độ.